# 이즈미촌 (구마모토현 야쓰시로군)
이즈미촌(일본어: 泉村)은 일본 구마모토현 야쓰시로군에 있던 촌이다. 2005년 8월 1일에, 센초정, 가가미정, 사카모토촌, 도요촌과 합병해, 신 야쓰시로시가 되었기 때문에 폐지되었다.
헤이가의 낙오자 전설로 유명하다.

## 역사
- 1889년 4월 1일 - 정촌제 시행에 수반해 시모다케촌, 가키자코촌, 구리키촌, 구레코촌, 시바루촌, 니타오촌, 하키촌, 모미기촌이 성립하였다.
- 1954년 10월 1일 - 시모다케촌, 가키자코촌, 구리키촌, 구레코촌, 시바루촌, 니타오촌, 하키촌, 모미기촌이 합병해 이즈미촌이 성립하였다.
- 2005년 8월 1일 - 센초정, 가가미정, 사카모토촌, 도요촌과 대등합병해, 야쓰시로시가 되었다.

## 교통

### 도로
- 국도 443호선
- 국도 445호선

## 참고 문헌
- 角川日本地名大辞典編纂委員会, 『角川日本地名大辞典 43 熊本県』1987, 角川書店